# Quick Step

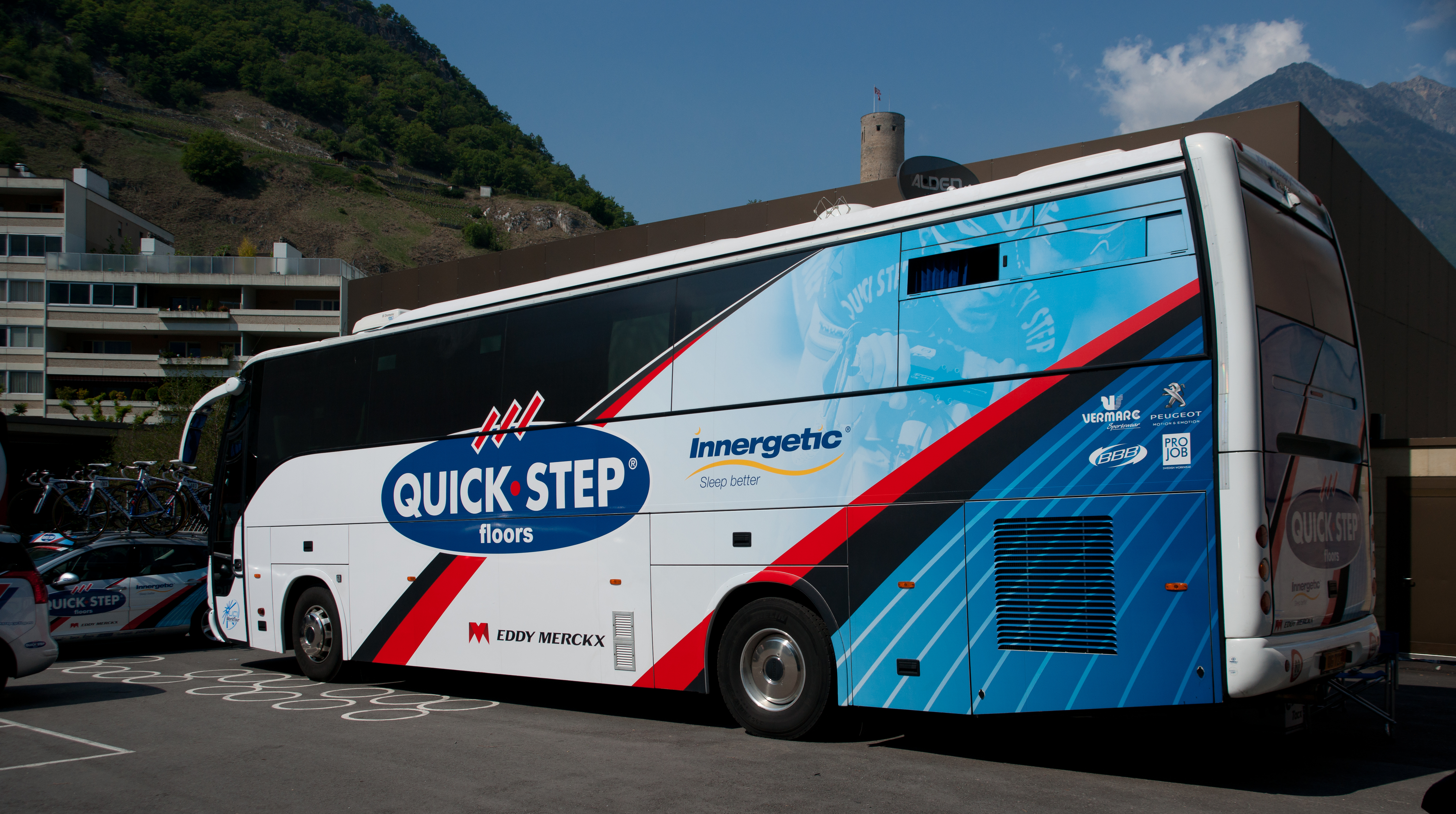
Logo de la empresa en el autobús del equipo ciclista Quick Step.

Quick Step es una compañía belga fundada en 1960 que se dedica a la fabricación de suelos laminados. Sus productos son comercializados en Europa, Estados Unidos, Canadá, Guatemala y Australia.
Desde 2003 la empresa es el principal patrocinador del equipo ciclista Quick-Step Alpha Vinyl Team de categoría UCI WorldTeam.